# Korianderblättrige Schmuckblume
Die Korianderblättrige Schmuckblume (Callianthemum coriandrifolium), auch Rautenblättrige Schmuckblume genannt, ist eine Pflanzenart aus der Gattung der Schmuckblumen (Callianthemum) innerhalb der Familie der Hahnenfußgewächse (Ranunculaceae).

## Beschreibung

### Vegetative Merkmale
Die Korianderblättrige Schmuckblume wächst als ausdauernde, krautige Pflanze und erreicht Wuchshöhen von 5 bis 20, selten bis zu 35 Zentimetern.
Als Speicherorgan dient ein kurzes, senkrecht oder schräg stehendes Rhizom.
Der meist unverzweigte Stängel ist niederliegend oder aufsteigend und ganz kahl.
Die Korianderblättrige Schmuckblume bildet Grund- und Stängelblätter aus. Die unpaarig gefiederten grundständigen Laubblätter mit zwei bis drei Fiederpaaren sind zur Blütezeit bereits voll entwickelt. Sie besitzen einen 2,5 bis 14 Zentimeter langen Blattstiel, der am Grund breit bescheidet ist.  Die Blattspreite ist bei einer Länge von 15 bis 60 Millimetern sowie einer Breite von 8 bis 40 Millimetern eiförmig.  Die ovalen oder keilförmigen Fiedern sind ihrerseits ein- bis zweifach gefiedert. Die Länge der untersten Fiedern entspricht ungefähr der Hälfte der Länge der Blattspreite. Die blaugrünen, stumpf gezähnten Fiederchen sind nicht nur in einer Ebene, sondern räumlich ausgebreitet. Der Stängel trägt ein bis zwei wechselständig angeordnete Laubblätter, von denen das obere fast sitzend ist. Sie ähneln den Grundblättern, sind jedoch
kleiner und weniger gefiedert.

### Generative Merkmale

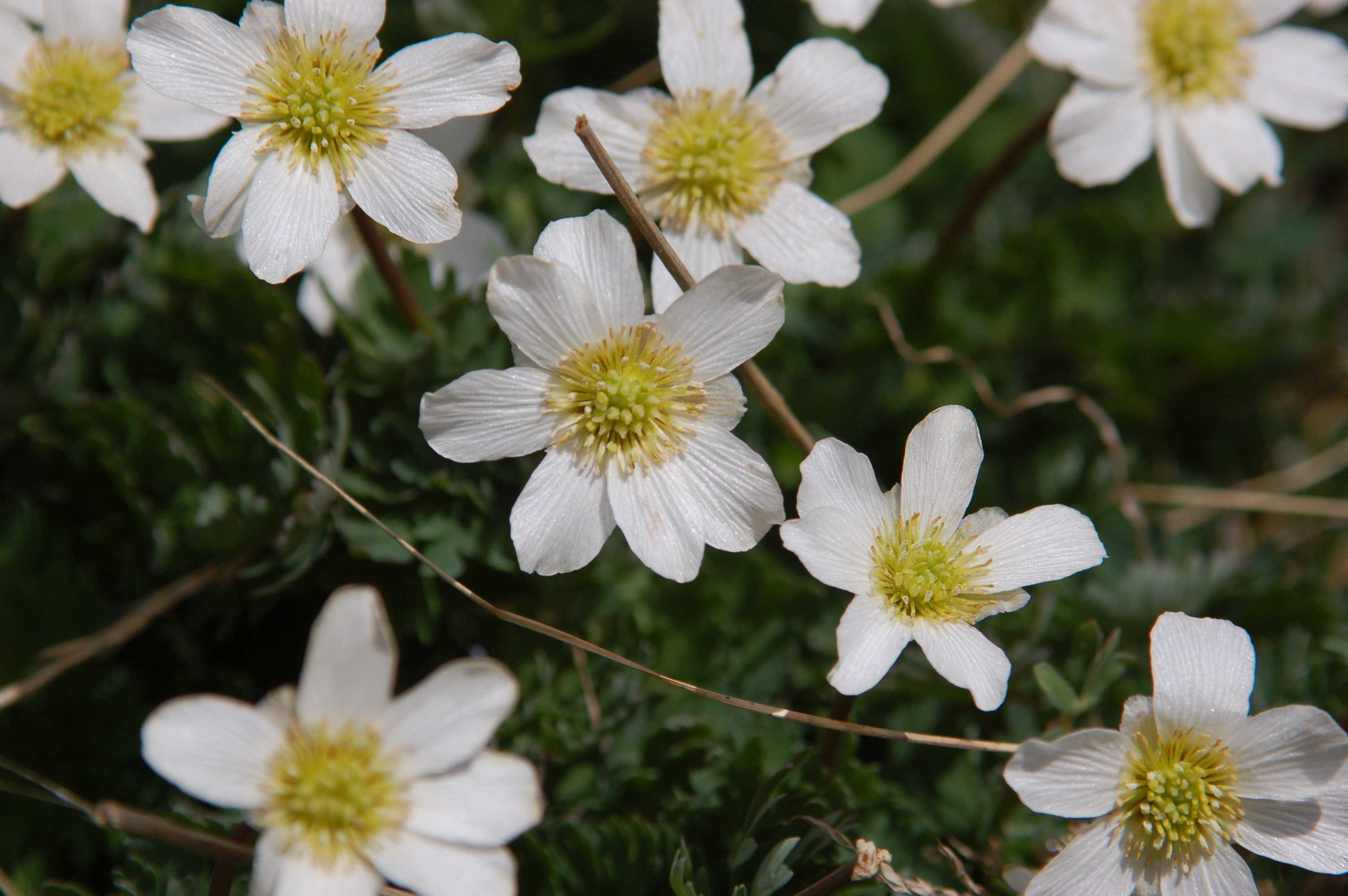
Radiärsymmetrische Blüten von Callianthemum coriandrifolium

Die Blütezeit erstreckt sich von Juni bis Juli. An den blütentragenden Sprossen entwickeln sich ein bis drei weiße, beim Aufblühen bisweilen leicht rötliche Blüten. Meist wird jedoch nur eine einzelne endständig stehende Blüte ausgebildet. Die zwittrige Blüte ist bei einem Durchmesser von 15 bis 25, selten bis zu 30 Millimetern radiärsymmetrisch. Der halbkugelige Blütenboden ist kahl.  Die fünf Kelchblätter, auch als äußere Blütenhüllblätter bezeichnet, sind grünlich oder weiß. Sie fallen beim Verblühen ab. Die sechs bis dreizehn verkehrt-eiförmig bis länglichen Kronblätter, je nach Florenwerk und Autor auch innere Blütenhüllblätter, Nektarblätter oder kronblattartige Nektarblätter genannt, entwickeln eine Länge von 9 bis 12 Millimetern. Sie entspricht der 1,5-fachen Länge der Kelchblätter. Die Breite der Kronblätter variiert zwischen 5 und 8 Millimetern.  An ihrer Basis weisen sie einen goldgelben, nicht auffällig glänzenden Fleck auf. Die Nektargrube am Grund der Kronblätter ist nackt. Es sind zahlreiche gelbe Staubblätter und freie Fruchtblätter vorhanden.
Als Frucht wird eine Sammelnussfrucht ausgebildet. Die unbehaarten, rundlichen oder ovalen einsamigen Nüsschen sind hakig geschnäbelt. Mit Schnabel beträgt ihre Länge etwa 3,5 bis 4 Millimeter, die Dicke misst 2 bis 8,5 Millimeter. 
Die Oberfläche ist von netznerviger-runzeliger Struktur, was auf den netzig verzweigten Gefäßbündeln beruht, die an den reifen Früchten deutlich zutage treten.
Die Chromosomenzahl beträgt 2n = 16.

### Ökologie
Die Lebensform wird unterschiedlich in den Quellen angegeben. Die Exkursionsflora von Österreich stuft die Korianderblättrige Schmuckblume als Geophyten ein, bei dem die  Überdauerungsknospen dem Rhizom entspringen und durch den Boden geschützt sind. Die Flora Helvetica bezeichnet die Korianderblättrige Schmuckblume als Hemikryptophyten, der durch Überdauerungsknospen an der Sprossachse nahe der Erdoberfläche charakterisiert ist, die durch die Laubdecke oder abgestorbene Blätter geschützt werden.

## Vorkommen
Für die Korianderblättrige Schmuckblume gibt es Fundortangaben für Spanien, Frankreich, die Schweiz, Österreich, Italien, Bosnien und Herzegowina, Polen, die Slowakei, in Rumänien und die Ukraine.
Aus Österreich sind zerstreute bis seltene Vorkommen in Kärnten, der Steiermark, dem Bundesland Salzburg und Tirol belegt. Gemäß neuerer Untersuchungen konnten auch Funde in Oberösterreich, im Stodertal, bestätigt werden. In der Schweiz tritt die Pflanze in den Kantonen Graubünden, St. Gallen und dem Wallis auf. Sie ist dort eine Begleitart des Verbands Kalkreiches Schneetälchen (Arabidion caerulae).
Sie steigt in den Alpen bis zu Höhenlagen von 2800 Metern auf.
Für Deutschland wurde ein einziges Pflanzenexemplar aus Bayern gemeldet. Es wurde 2005 von Ingo Weiß entdeckt. Seit mehreren Jahren kann diese Pflanze reich blühend auf einem Felsblock an der Benediktenwand in den Kocheler Bergen beobachtet werden. Trotz intensiver Suche fanden sich keine weiteren Vorkommen im Umkreis. Es bleibt ungewiss, auf welche Weise die Ansiedlung erfolgte: Natürliche Ausbreitung, Ansalbung oder Verschleppung der Samen, z. B. mittels Bergausrüstung, wobei eine Ansalbung nach Anton Mayer, Bayrische Botanische Gesellschaft am wahrscheinlichsten ist.
Als Standorte werden gerne feuchte Matten, Krummholzgebüsche und Felsschutt auf lange befeuchteten Unterlagen besiedelt. Die Böden sind meist humos mit einem neutralen bis schwach sauren PH-Wert. Besonders häufig ist die Pflanze auf Silikatgesteinen anzutreffen.
Die ökologischen Zeigerwerte nach Landolt et al. 2010 sind in der Schweiz: Feuchtezahl F = 4 (sehr feucht), Lichtzahl L = 4 (hell), Reaktionszahl R = 4 (neutral bis basisch), Temperaturzahl T = 1+ (unter-alpin, supra-subalpin und ober-subalpin), Nährstoffzahl N = 2 (nährstoffarm), Kontinentalitätszahl K = 2 (subozeanisch).

## Taxonomie
Die Erstbeschreibung von Callianthemum coriandrifolium erfolgte 1832 durch Heinrich Gottlieb Ludwig Reichenbach in Flora germanica excursoria S. 727. Ein Synonym ist Callianthemum coriandrifolium subsp. berardii P.Fourn.

## Schutz
Für die Korianderblättrige Schmuckblume besteht kein Schutzstatus nach der Berner Konvention. In der Schweiz gilt sie nach der nationalen Roten Liste 2016 als gefährdet und als bedrohte Art (vulnerable), für die eine mittlere Priorität, Verantwortung (3) besteht. Der Maßnahmenbedarf wird als unsicher eingeschätzt (1), dies bedeutet, dass unklar ist, ob gezielte Maßnahmen notwendig, bzw. sinnvoll sind oder ob allgemeine Maßnahmen wie Biotopschutz ausreichend sind.
In der Steiermark ist die Korianderblättrige Schmuckblume vollkommen geschützt.

## Nutzung
Die Korianderblättrige Schmuckblume wird gelegentlich als Zierpflanze, vor allem im Steingarten verwendet. Sie gedeiht an feuchten, jedoch sonnigen, nach Osten gelegenen Standorten am besten. Die Vermehrung kann durch Aussaat direkt nach der Fruchtreife  und Teilung des Rhizoms erfolgen.